# Chrysler Building
El Chrysler Building és un edifici d'estil art déco que ha esdevingut un símbol distintiu de la ciutat de Nova York. Està situat al costat est de Manhattan a la cruïlla del carrer 42 i l'Avinguda Lexington, al barri de Turtle Bay. Construït originalment per a la corporació Chrysler, l'edifici és actualment copropietat de TMW Real Estate (75%) i Tishman Speyer Properties (25%).
El Chrysler Building va ser dissenyat per William Van Alen, el contractista William H. Reynolds i posteriorment venut a Walter P. Chrysler com a seu central per a la seva companyia.
Amb 77 plantes i 319 metres d'altura, va ser l'edifici més alt del món durant onze mesos, fins que ho va superar l'Empire State Building el 1931. Sempre que l'edifici fet de maons més alt del món, encara que tingui un entramat d'acer. A data de 2018, és el vuitè edifici més alt de Nova York, empatat en alçada amb el New York Times Tower.
L'edifici Chrysler és un exemple clàssic de l'arquitectura art déco i molts arquitectes contemporanis el consideren un dels millors edificis de Nova York. Va ser la seu de l'empresa Chrysler des 1930 fins a mitjans dels anys cinquanta. Encara que l'edifici es va construir i dissenyar específicament per al fabricant de cotxes, l'empresa no en va ser mai la propietària, ja que Walter P. Chrysler va decidir pagar-ho ell mateix perquè fos un projecte personal. La construcció va estar marcada per la competició per ser l'edifici més alt del món, en la qual el seu principal rival era el Bank of Manhattan Building (actualment The Trump Building), amb una alçada final de 282,5 m, mentre que l'edifici Chrysler només anteny 281,9 m. No obstant això, als pocs mesos que es completés el Bank of Manhattan Building, es va construir en secret una agulla piramidal a l'interior de l'edifici Chrysler i es va instal·lar al seu cim, i atènyer així una alçada total de 319 metres.

## Antecedents
El gratacel és l'epítom de l'èxit de Nova York, ciutat que va albergar l'edifici més alt del món des de 1908 fins a 1974. A mitjans de la dècada de 1920, és la ciutat més poblada del món, superant a Londres. L' àrea metropolitana va superar la xifra de deu milions a principi de la dècada de 1930. El boom econòmic de la dècada de 1920 i la gran especulació del mercat immobiliari hi van fomentar una onada de projectes de gratacels. La Llei de zonificació de 1916, que limitava la superfície dels edificis a partir de certa alçada per permetre que arribés la llum solar als carrers, va ser un factor que va contribuir a donar forma al característic estil de gratacels art decó amb reculades, i va donar lloc a estructures que se centraven en el volum i en siluetes cridaneres, sovint ornamentades profusament.
En els anys posteriors a la Primera Guerra Mundial, els arquitectes d'Europa i els Estats Units havien començat a simplificar les formes dels dissenys tradicionals i a fer servir materials industrials de manera innovadora per caracteritzar l'edat moderna. L'estil art déco semblava prestar-se especialment bé al disseny de gratacels perquè aquest estil simbolitzava progrés, innovació i modernitat més que qualsevol altre. Encara que l'auge de l'estil art déco va durar poc temps, va coincidir amb un gran boom immobiliari a Nova York a final dels anys vint del segle passat. Els nombrosos gratacels construïts en aquest estil, entre els quals destaca l'edifici Chrysler, van donar a la silueta urbana deNova York una imatge característica i romàntica, popularitzada en el teatre i el cine.
D'altra banda, aquesta època es va caracteritzar per profunds canvis socials i tecnològics. Es van generalitzar béns de consum com la ràdio, el cinema i, sobretot, l'automòbil, l'ús del qual va créixer exponencialment durant els anys vint. El 1927, el fabricant d'automòbils Chrysler Corporation —empresa dirigida per Walter P. Chrysler– era el tercer fabricant d'automòbils dels Estats Units, per darrere de Ford i General Motors. A l'any següent W.P.Chrysler va ser nomenat per la revista Time l'«home de l'any». Sota aquestes circumstàncies el projecte de l'edifici Chrysler comença a prendre forma.

## Origen del projecte
Originalment, l'edifici Chrysler va ser un projecte del promotor immobiliari i antic senador de l'estat de Nova York William H. Reynolds. Abans que es va implicar en el que seria l'edifici Chrysler, el seu projecte més conegut va ser el parc d'atraccions Dreamland, a Coney Island (Nova York). No obstant això, quan el 1911 un incendi va destruir aquest parc d'atraccions, es va enfocar en Manhattan, on es va proposar construir l'edifici més alt del món.
El 1921 Reynolds va llogar una gran parcel·la a la cantonada de Lexington Avenue i el Carrer 42 amb la intenció de construir-hi un edifici important. Després de diversos anys de retards, Reynolds va contractar l'arquitecte William Van Alen el 1927 perquè realitzés el projecte d'un gratacel de quaranta plantes a la parcel·la. Van Alen era respectat pel seu treball en l'edifici d'oficines Albemarle de Nova York, dissenyat en col·laboració amb el seu soci H. Craig Severance. Van Alen i Severance es complementaven entre si: Van Alen era un arquitecte original i imaginatiu mentre que Severance s'encarregava de la part comercial de la firma, aconseguia clients i revisava els aspectes financers. Però aviat la relació entre ambdós es va tornar tibant a causa de diferències personals. El desencadenant va ser un article de 1924 a Architectural Review que va lloar Van Alen però va ignorar Severance al referir-se a aquest edifici com la «obra de William Van Alen». Llur associació es va trencar mesos més tard en termes poc amigables. Això va acabar sent decisiu per al disseny del futur edifici Chrysler, com que Severance era més tradicional i l'estil de van Alen era més modern.
Quan va començar a treballar per Reynolds, Van Alen va quedar atrapat en la competició per construir l'edifici més alt del món que envaïa Nova York en els anys vint. Com a grans aventurers que es reptaven entre si a construir edificis més alts, els promotors i arquitectes dels nous projectes anunciaven contínuament que els seus edificis serien els més alts de la ciutat.

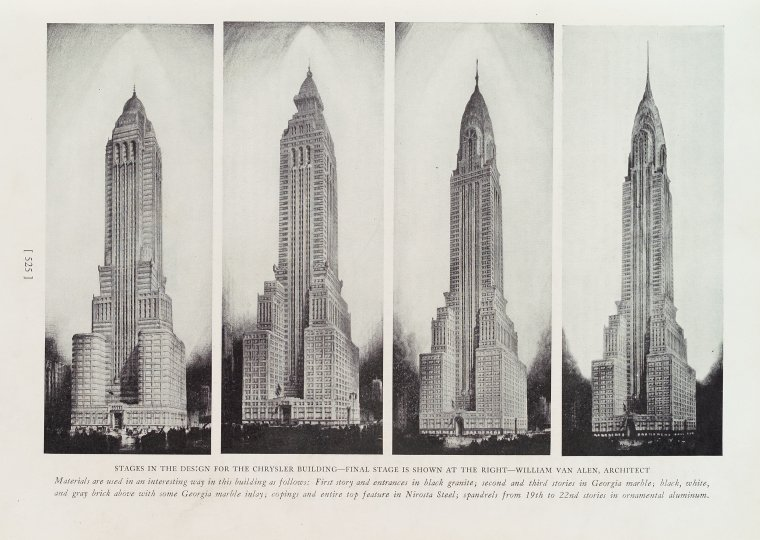
Etapes en el disseny de l'edifici Chrysler. William Van Alen

L'abril del 1928, Reynolds va signar un lloguer de 67 anys de la parcel·la i va ultimar els detalls del seu ambiciós projecte, que anava a ser un «reeixit edifici que s'unirà al grup de gratacels de Midtown i revolucionarà els preus i la categoria dels inquilins del carrer 42 i l'avinguda Lexington ». Quan l'agost següent es van desvelar els dibuixos de Van Alen, l'American Institute of Architects ho va lloar, dient que«s'ha desviat d'alguns dels antics principis sobre els quals es va desenvolupar el gratacel […] el disseny del Reynolds Building està realitzat perquè sigui d'interès al llarg de tota la alçada ». La principal contribució de Reynolds al disseny va ser insistir que tingués una corona metàl·lica, davant l'oposició inicial de Van Alen.

## Disseny
El disseny original de Van Alen preveia una corona decorativa de vidre amb forma de joia. També tenia una base amb finestres d'altura triple coronades per dotze plantes amb cantonades de vidre, que donaven la impressió que la torre surés física i visualment a l'aire. Originalment, el gratacel hauria tingut 246 metres d'alçada i 67 plantes, no obstant això, aquest disseny va resultar ser massa avançat i costós per al contractista de l'edifici, William H. Reynolds, que no va aprovar aquest projecte de Van Alen.
El disseny oficial del «Reynolds Building», publicat a l'agost de 1928, era molt més conservador, amb una cúpula italianitzant que un crític va comparar amb el bombí del governador Al Smith, i una disposició dels maons en les plantes més altes que simulava finestres a les cantonades, detall que es manté a l'edifici Chrysler actual. Aquest disseny mostra de manera gairebé exacta la forma, les reculades i la disposició de les finestres de l'actual edifici, però difereix en el seu element més característic, la cúpula.

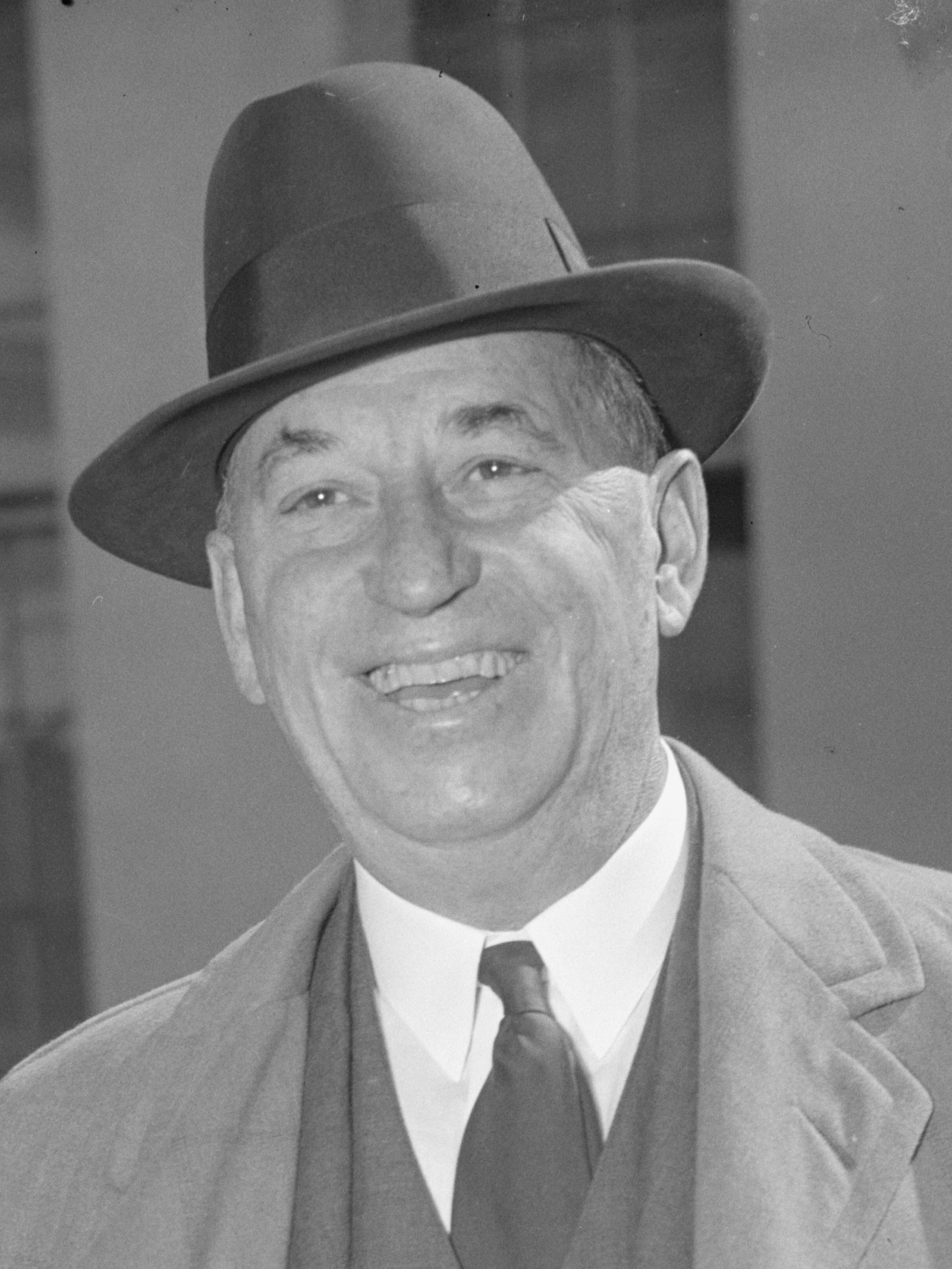
Walter P. Chrysler es va implicar en gran manera en la construcció de l'edifici Chrysler

Amb el disseny ja realitzat, Reynolds va vendre el lloguer de la parcel·la, el projecte i fins i tot els serveis de l'arquitecte a Walter P. Chrysler l'octubre de 1928, moment en què a seva empresa d'automòbils expandia ràpidament, i no tenia suficients mitjans per construir-lo. Chrysler va treballar juntament amb Van Alen i va dissenyar de nou el gratacels amb més alçada; després d'aquesta revisió, el projecte va tenir 282 metres d'altura. Walter Chrysler volia una imatge progressista i un símbol personal i Van Alen el va dissenyar amb la seva interpretació dels principis de l'arquitectura moderna. En fer-ho, va concebre un edifici que ha arribat a ser considerat un dels millors exemples de l'arquitectura art déco. En la seva autobiografia, Chrysler va dir que va construir l'edifici perquè perquè els seus fills tinguessin alguna cosa de què ser responsables.
Durant l'hivern de 1928 i 1929, van continuar les modificacions del disseny de la cúpula. Al març de 1929 la premsa va oferir detalls d'una «cúpula artística» amb forma d'estrella gegant de trenta puntes, que estaria coronada per una escultura de cinc metres de altura. El disseny final de la cúpula tenia diversos arcs i finestres triangulars. Pel fet que Walter Chrysler era el president de la Chrysler Corporation i volia que l'edifici fos la seu de la seva empresa, es van dissenyar diversos detalls arquitectònics, especialment les gàrgoles de l'edifici, inspirant-se en automòbils de Chrysler, com els ornaments del capó del Plymouth. Aquests elements exemplifiquen l'era de la màquina dels anys 20. En la seva autobiografia, Chrysler escriu que va ser ell que va voler que fos més alta que la Torre Eiffel.

## Construcció

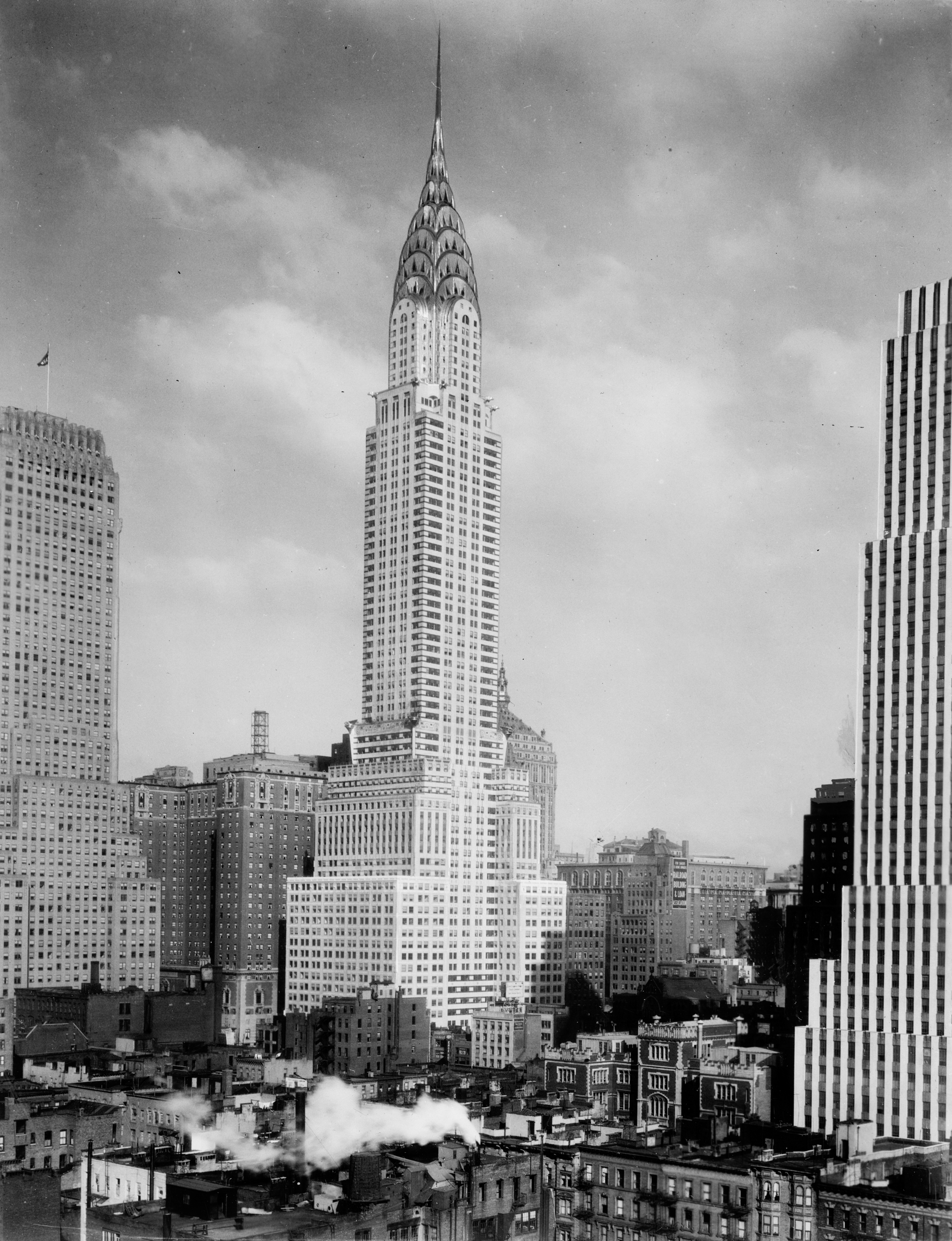
L'edifici Chrysler poc després de la seva finalització

Les obres van començar el 19 de setembre de 1928. El 15 d'octubre de 1928 la Goodwin Construction Company va començar la demolició de l'edifici existent a la parcel·la, que es va completar el 9 de novembre. L'excavació dels fonaments, que tindrien 21 metres de profunditat, va començar una setmana després i es va completar a mitjan gener, quan es va assolir la roca mare. La construcció de l'edifici pròpiament dita va començar el 21 de gener, i al setembre de 1929 es va completar l'entramat d'acer.
En total, es van utilitzar 391.681 reblons i es va bastir les parets a mà amb uns 3.826.000 maons. Malgrat que es va construir a un ritme frenètic (una mitjana de quatre plantes per setmana), no hi va morir cap treballador durant els seves obres. Walter Chrysler va finançar personalment la construcció mitjançant els ingressos que obtenia de la seva empresa d'automòbils.
El 1929, el Woolworth Building, construït el 1913, era l'edifici més alt del món amb 241 metres. En aquest mateix any, George L. Ohrstrom, un jove banquer, va proposar la construcció d'un edifici d'oficines de 47 plantes al número 40 de Wall Street. Poc després va modificar el projecte perquè tingués 60 plantes, però encara era per sota del Woolworth i el projecte de l'edifici Chrysler, de 246 metres, anunciat el 1928. A l'abril, el seu arquitecte, H. Craig Severance, en va augmentar l'altura a 67 plantes i 256 metres, que farien que superés el Woolworth amb quinze metres i el Chrysler amb deu. Les obres del 40 Wall Street van començar al maig 1929 a un ritme frenètic, i es van completar tan sols dotze mesos després. Severance va obtenir permís per instal·lar una cúpula al cim, que en va augmentar l'altura a 267 metres, a més d'una agulla de 15 metres, que va deixar l'altura final a 282 metres.

Diagrama amb els edificis més alts del món de 1908-1974

Abans de la finalització, l'edifici era en intensa competició amb un projecte rival al 40 de Wall Street, dissenyat per H. Craig Severance, l'antic soci de Van Alen. Pensant que el Chrysler tindria 282 metres, Severance va afegir una bandera de quinze metres al seu edifici, el que en va augmentant l'altura a 282,5 metres, i va reclamar públicament el títol d'edifici més alt del món. Però, Van Alen havia estat planejant durant mesos una manera per guanyar la cursa per ser l'edifici més alt. Va aconseguir obtenir el permís per instal·lar una agulla —o «vòrtex» com ell l'anomenava— de 56,4 m de longitud que va arribar a l'obra en cinc seccions i es va muntar en el més absolut secret a la planta número 65 de l'edifici. El 23 d'octubre de 1929, el dia anterior al Dijous Negre, que va marcar l'inici de la Gran Depressió, va pujar lentament l'agulla des de la corona fins al cim de la cúpula de l'edifici, procés que va durar noranta minuts i va fer que l'edifici arribés als 319 metres. Van Alen, que va presenciar el procés des del carrer,  juntament amb els seus enginyers i Walter Chrysler, va escriure que «era com veure a una bella papallona sortir del seu capoll» .
En l'article The Structure and Metall Work of the Chrysler Building («L'estructura i metal·listeria de l'edifici Chrysler») de l'edició d'octubre de 1930 d'Architectural Forum, l'arquitecte va explicar el disseny i la construcció de la corona i la agulla:
| «                  | Es va dissenyar una alta agulla per coronar l'edifici. Aquesta té 56 metres d'altura i 0,74 metres quadrats de secció a la base. Tenia secció quadrangular, amb puntals lleugers i reforços diagonals, i pesava en total 27 tones. Era manifestament impossible acoblar aquesta estructura i hissar com una unitat des del terreny, i igualment impossible hissar en seccions i col·locar-les com a tal successivament en les seves posicions finals. A més, seria més espectacular, per valor publicitari, fer que aquesta agulla que 'perfora' els núvols aparegués inesperadament. | » |
| — William Van Alen | |   |

## Finalització
Els primers inquilins es van traslladar a l'edifici Chrysler l'abril de 1930, malgrat que encara no era completament acabat. El 27 de maig de 1930 es inaugurar oficialment, cerimònia que va coincidir amb la reunió anual de l'Associació de Propietaris i Comerciants del Carrer 42. Al vestíbul de l'edifici es va col·locar una placa de bronze «en reconeixement de la contribució del Sr. Chrysler a l'avanç de la ciutat». Les obres van acabar a l'agost de 1930, però curiosament la data d'acabament registrada al Departament de Construcció de Manhattan és el 19 de febrer de 1932.
Quan es va completar, el 20 de maig de 1930, l'augment d'altura produït per l'agulla va permetre que l'edifici Chrysler superés el 40 Wall Street i es convertís en l'edifici més alt del món, superant també la Torre Eiffel, que fins llavors ostentava el títol d'estructura més alta del món realitzada per l'home. Va ser el primer edifici amb més de tres-cents metres d'altura. La satisfacció de Van Alen amb aquesta fita probablement va ser eclipsada per la negativa posterior de Walter Chrysler de pagar-li els seus honoraris. Chrysler va al·legar que havia rebut suborns de proveïdors, a més Van Alen no havia signat cap contracte amb Walter Chrysler quan aquest es va fer càrrec del projecte. Van Alen va iniciar una demanda i els jutjats van donar la raó a l'arquitecte, exigint a Chrysler que li pagués 840.000 dòlars (un 6% del pressupost total de l'edifici). Aquesta demanda va trencar notablement la seva reputació com a arquitecte, i unit als efectes de la Gran Depressió i a les crítiques negatives, va arruïnar la seva carrera. Van Alen va acabar com a professor d'escultura al Beaux-Arts Institute of Design de Nova York i va morir el 1954. Segons Neal Bascomb, «l'edifici Chrysler va ser la seva millor obra, i la que va generar el seu oblit».
La finalització de l'edifici Chrysler va ser rebuda per la crítica amb reaccions oposades. Van Alen va ser aclamat com el «doctor de l'altura» i el «Ziegfeld de la seva professió», al mateix temps que l'edifici era elogiat per ser «una expressió de la intensa activitat i la vibrant vida dels nostres dies» i per «estar ple de l'esperit de la modernitat i representar el progrés en l'arquitectura i els mètodes de construcció moderns». No obstant això, algunes crítiques van descriure l'edifici com sol un «flaix que no encarna cap idea orgànica convincent» i una altra va dir que era «clarament un disseny hàbil, desenvolupat per fer que el vianant miri cap amunt» (George Chappell), però que «no tenia importància com disseny seriós». Altres crítiques el van comparar amb un «peix espasa que mira cap amunt » o afirmar que era «arquitectura de Little Nemo». Lewis Mumford, partidari de l'Estil Internacional i llavors el crític d'arquitectura més important dels Estats Units, el va menysprear pel «fútil romanticisme, la voluptuositat sense sentit i el simbolisme buit». Entre les reaccions positives, un crític anònim va escriure a l'octubre de 1930 a Architectural Forum: «El Chrysler […] es destaca per si mateix, és una cosa diferent i solitari. És simplement la realització, el compliment en metall i maons del somni d'un home, un somni de tal ambició i tal magnitud com per desafiar la comprensió i les crítiques dels homes i els criteris comuns ».

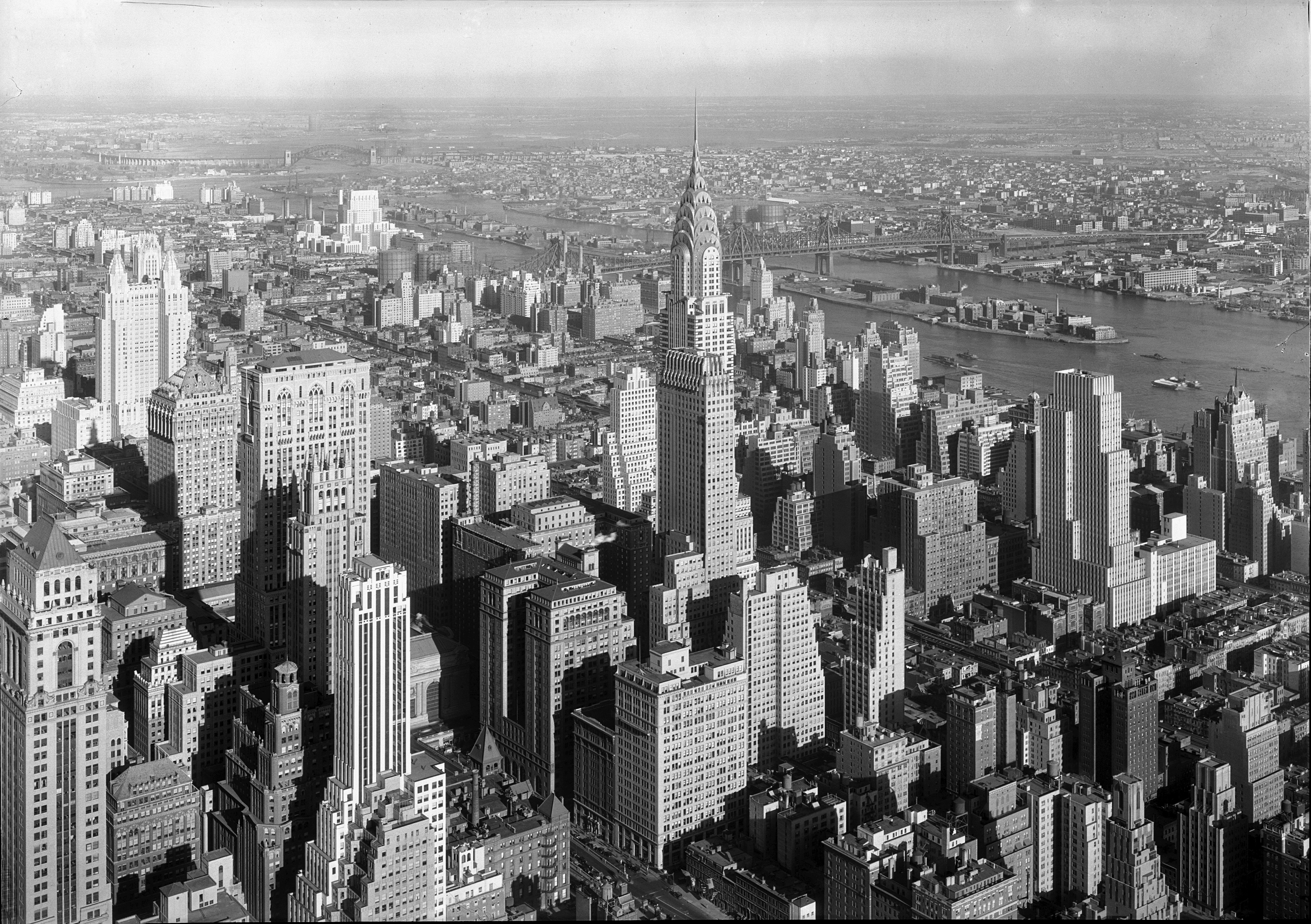
L'edifici Chrysler el 1932

En poc menys d'un any des que s'obrís al públic el 27 de maig de 1930, l'edifici Chrysler va ser superat en altura per l'Empire State Building, tot i que encara roman l'edifici de maons més alt del món. L'edifici Chrysler va tenir un gros èxit comercial, més gros que el de l'Empire State Building: el 1935 ja tenia llogat el 70% de la superfície.
Walter P. Chrysler havia pretès crear l'edifici d'oficines més desitjable del moment:
| «                    | L'edifici Chrysler està dedicat al comerç i la indústria mundial. Va ser creat amb el desig de satisfer la demanda dels executius de negocis de l'actualitat, que, amb la seva intensa activitat, havien de tenir l'entorn i les condicions més favorables. La necessitat d'abundant llum i aire resultar en un edifici de belles proporcions i gran altura. La importància de l'accessibilitat i el transport van dictar la ubicació. El desig de l'últim en comoditat va determinar la inclusió d'elements innovadors per a cada necessitat, que contribueixen a la satisfacció de l'home de negocis a la seva oficina. Com entorn en el qual es pot treballar de manera còmoda i eficient, aquest nou edifici estableix un nou ideal, un que romandrà com a mesura de comparació per als edificis d'oficines del futur. Per tant, l'edifici Chrysler està dedicat com una ferma contribució al progrés empresarial. | » |
| — Walter P. Chrysler | |   |

## Propietat

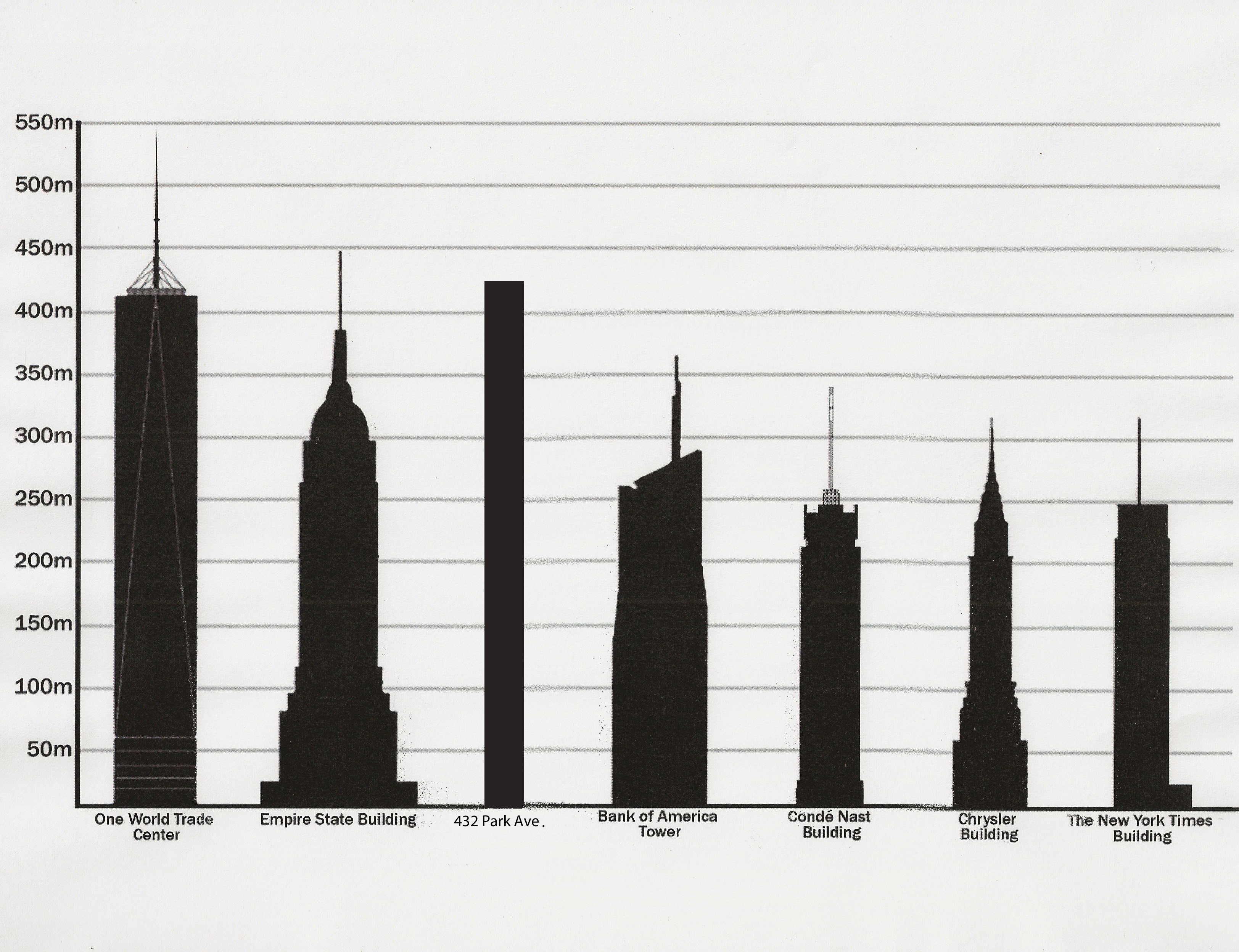
Comparació de l'altura d'alguns dels edificis més alts de Nova York

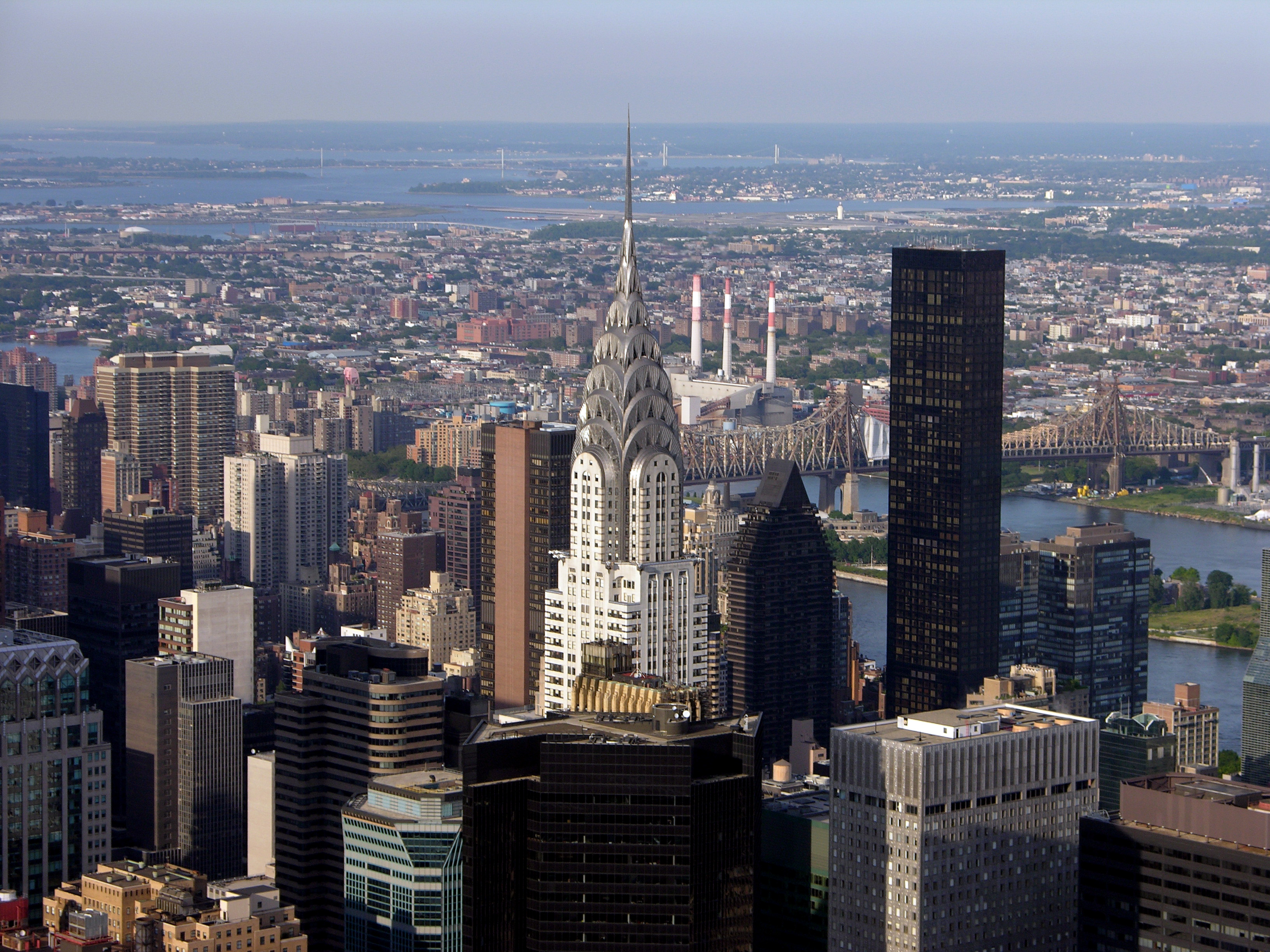
L'edifici Chrysler vist des de l'Empire State Building

El costat est de la parcel·la de la torre discorre lleugerament en diagonal respecte a la quadrícula de carrers de Manhattan, seguint una parcel·lació anterior al Pla dels Comissaris de 1811. Per aquest lloc passava antigament una carretera, l'antiga Boston Post Road, que serpentejava per l'est de Manhattan, per a la major part entre la Segona i la Tercera Avinguda, i conduïa fins Boston. Amb el pas del temps, l'ajuntament va vendre les parcel·les que vorejaven aquesta carretera, i el terreny en el qual se situa actualment l'edifici Chrysler es va donar a The Cooper Union for the Advancement of Science and Art el 1902. La Cooper Union, una universitat privada, continua sent propietària de la parcel·la sobre la qual se situa l'edifici, però no l'edifici en si. Aquesta institució està exempta d'impostos des de la fundació el 1859, i la parcel·la constitueix una dotació seva. Com a conseqüència, els propietaris de l'edifici paguen a la Cooper Union diners que anirien destinats a l'Ajuntament de Nova York en impostos, uns vuit milions de dòlars a l'any. Originalment, la parcel·la va ser llogada a William H. Reynolds, però, després que aquest no fos capaç de trobar finançament per al projecte, Walter P. Chrysler va adquirir els drets de construcció en el terreny l'any 1928. Al contrari de la creença popular, la Chrysler Corporation no va estar implicada en la construcció de l'edifici Chrysler ni mai en va ser la propietària, encara que es va dissenyar i va construir per a l'empresa i va ser la seva seu fins a mitjans dels anys cinquanta. En realitat, va ser un projecte personal de Walter P. Chrysler.
La propietat de l'edifici ha canviat de mans en nombroses ocasions. La família Chrysler, que havia heretat l'immoble després de la mort de Walter Chrysler el 1940, va vendre l'edifici el 1953 a William Zeckendorf per 18 milions de dòlars, i el 1957 va ser comprat per Sol Goldman i Alex DiLorenzo, i administrat per Massachusetts Mutual Life Insurance Company. Entre 1978 i 1979 es va reformar el vestíbul i es va renovar la façada. El 1979 Jack Kent Cooke va comprar l'edifici i el 1998, Tishman Speyer Properties i Travelers Insurance Group van adquirir l'edifici Chrysler, subrogant-se en la hipoteca, juntament amb l'edifici adjacent de 32 plantes anomenat Chrysler East -originalment anomenat Kent building- per uns 220 milions de dòlars (equivalents a 300 milions de 2015).
El 2001, es va vendre el 75% de l'edifici a TMW, la sucursal alemanya d'un fons d'inversions d'Atlanta, per 300 milions de dòlars (equivalents a 370 milions de 2015). No obstant això, els seus antics propietaris -Tishman i Travelers- van conservar una participació de control de la torre i l'edifici adjacent Chrysler East. L'11 de juny de 2008, es va saber que l'Abu Dhabi Investment Council estava en negociacions per comprar el 75% de l'edifici que tenia TMW i un 15% a Tishman Speyer Properties, així com un percentatge de l'adjacent centre comercial Trylons per 800 milions de dòlars. El 9 de juliol de 2008 es va anunciar que s'havia completat la transacció, i que el fons d'inversió dels Emirats s'havia convertit en propietari del 90% de l'edifici.

## Renovacions
El 1961 es va dur a terme la primera neteja dels elements d'acer inoxidable de l'edifici: agulla, corona, gàrgoles i portes de accés. El 1995 es van restaurar de nou perquè recuperessin la seva brillantor i aparença originals, amb un cost d' 1,5 milions de dòlars. Per a la neteja es va aplicar una solució sabonosa, un desgreixador i un abrasiu suau; a més, es van reemplaçar alguns llistons d'acer danyats de l'agulla i diverses unions de les gàrgoles van ser soldades de nou. Aquestes obres, dirigides per Hoffman Architects i executades per Nicholson & Galloway, van rebre el Lucy G. Moses Preservation Award lliurat per la New York Landmarks Conservancy en l'edició de 1997.
Entre 2001 i 2003 es va dur a terme una altra restauració de l'edifici Chrysler, dirigida per l'empresa de Thornton Tomasetti. En aquesta intervenció es van reparar les parts danyades de la façana i es van restaurar els bastidors originals d'acer de les 3.500 finestres. També es van substituir alguns aparadors deteriorats de la planta baixa per permetre l'accés a discapacitats, mantenint l'estil original. Finalment, es van reparar i substituir alguns panells d'acer inoxidable de la corona. En els anys 2010 i 2011 es van renovar i millorar els sistemes d'energia, fontaneria i gestió de residus de l'edifici, el que va produir una disminució del 21% del seu consum total d'energia i el 64% del seu consum d'agua. El 81% dels residus generats són reciclats. El 2012, l'edifici va rebre l'acreditació LEED Or de l'US Green Building Council, que n'acredita la sostenibilitat i eficiència energètica.

## Arquitectura
L'edifici Chrysler es considera amb freqüència un dels millors exemples de l'arquitectura art déco. L'exterior de l'edifici té uns cinquanta ornaments heroics, que sobresurten de les quatre cantonades de l'edifici en cinc plantes diferents d'una manera similar a les gàrgoles de les catedrals gòtiques. Les cantonades de la planta 61 estan decorades amb sengles parells d'àguiles esculpides per Kenneth Lynch, que tenen una longitud de tres metres i una envergadura de 4,5 metres; a les cantonades de la planta 31 hi ha rèpliques de les decoracions del capó dels vehicles Chrysler de 1926; mentre que a les cantonades de la planta 24 hi ha pinyes de tres metres d'altura, símbols de l'hospitalitat, que van ser fabricades in situ. L'edifici està construït d'obra, amb estructura d'acer i revestiment metàl·lic. Van caldre 20.961 tones d'acer en l'estructura. Té un total de 3.862 finestres. A l'interior hi ha quatre grups de vuit ascensors dissenyats per Otis Elevator Corporation. Les finestres, la corona, l'agulla i les gàrgoles van ser fabricades a mà a les plantes 65 i 67 a partir de làmines de metall. L'edifici va ser designat National Historic Landmark el 1976, i monument de Nova York el 1978.
Al contrari que molts gratacels de l'època, el disseny de l'edifici Chrysler no seguia la fórmula d'una columna amb base decorativa, fust llis i capitell decoratiu; en el seu lloc, el disseny era interessant al llarg de tota l'alçada. La gran altura de l'edifici i les reculades obligades per la normativa van ajudar que Van Alen prengués aquesta decisió. Les seves setze plantes més baixes s'eleven rectes des de la vorera (amb un lloc en un costat que li atorga una planta amb forma de «U »a partir de la quarta planta). Hi ha reculades a les plantes 16, 18, 23, 28 i 31, que s'ajusten a la Llei de zonificació de 1916 i donen a l'edifici l'aspecte d'un ziggurat d'una banda i el d'un palazzo amb forma d'U per l'altre. La torre continua verticalment des de la planta 31 fins a la 60, on la seva planta es converteix en una creu de Malta que fusiona el 'fust', de planta quadrada, amb el cim. La façana de l'edifici està revestida majoritàriament en maó blanc, i s'usa maó de color gris fosc com a decoració horitzontal per ressaltar les fileres de finestres.
Tot i que la forma de l'edifici Chrysler pretén complir la Llei de zonificació, cadascuna de les reculades fins a la planta 31 servia per a una funció intel·ligent. Les primeres setze plantes eren el més àmplies possible per maximitzar el valuós espai de lloguer prop del terra. El tall en forma d'U per sobre de la quarta planta era per introduir llum i aire a l'edifici. Tot i que les tres primeres reculades simplement s'ajusten a la llei, la zona entre les plantes 28 i 31 serveix per a diverses funcions. Segons Robinson, «afegeix interès visual a la part central de l'edifici, evitant que sigui dominada pel minuciós detall de les plantes més baixes i el cridaner disseny de la rematada. Una base al fust de la torre, efectuant una transició entre les plantes inferiors i l'alt fust ».
Les primeres quatre plantes de l'edifici cobreixen tota la superfície de la parcel·la i estan revestides amb granit negre polit de Shastone a la planta baixa i marbre blanc de Geòrgia a la resta. L'element més destacable d'aquesta part de l'edifici són les dues entrades a l'avinguda Lexington i el carrer 42. Cadascuna d'elles té una alçada de tres plantes, a la manera d'un prosceni, i estan emmarcades per granit de Shastone. Reculades dins de les entrades es troben les portes giratòries que donen accés al vestíbul, sota finestres de metall i vidre amb detallats patrons decoratius. Aquest tractament pretén realçar l'efecte espectacular en entrar a l'edifici, una preocupació freqüent de l'estil art déco. També hi ha una entrada menor, d'una planta d'altura, al Carrer 43. A la planta baixa hi ha grans aparadors amb marcs de metall per a botigues. A la segona, tercera i quarta planta es poden veure finestres d'oficines. A la base de les finestres de la segona planta hi ha carcanyols decoratius. Els marcs de metall de les entrades i finestres són d'acer Nirosta.

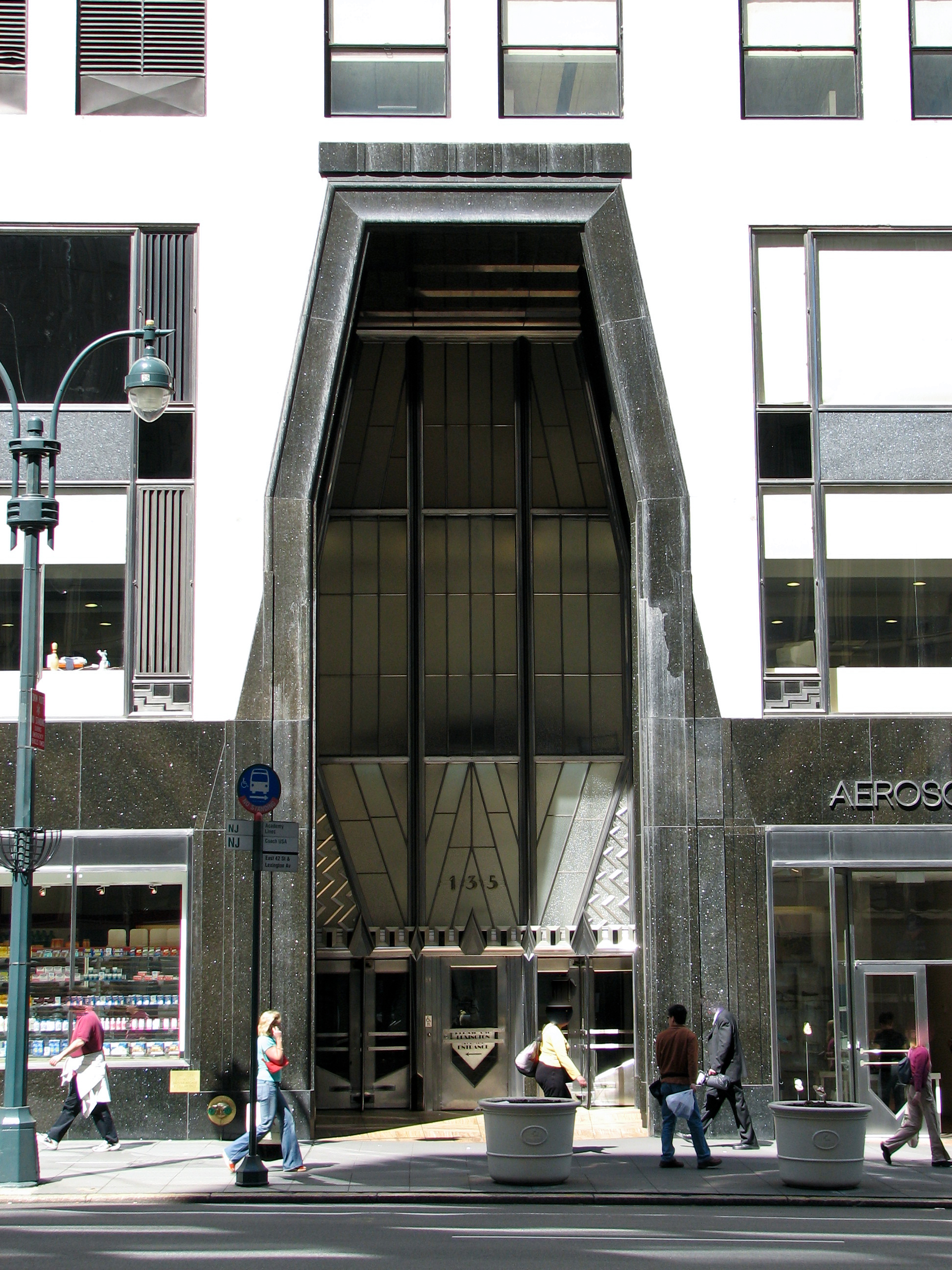
Una de les dues entrades principals del gratacel

Vista de l'edifici des de la base

Per sobre de la quarta planta, l'edifici és penetrat als costats est i oest per buits que s'estenen fins a la façana de la torre, mentre que als costats nord i sud l'edifici s'eleva gradualment amb una sèrie de reculades. El revestiment de la façana fins a la primera reculada a la planta setze és de maó blanc amb bandes de marbre blanc que creen un patró similar a l'usat en cistelleria. Les finestres estan disposades en una quadrícula regular. Totes les finestres de l'edifici no tenen ampit; els marcs estan col·locats al ras de la façana.
En la següent reculada, que acaba a la planta 24, hi ha un èmfasi vertical amb pilars de maó blanc alternats amb bandes verticals de finestres. Els carcanyols d'alumini entre les finestres ajuden a aquest efecte. Els carcanyols a les plantes 20, 21 i 22 estan adornats amb relleus abstractes. Finalment, a les cantonades de la planta 24 hi ha pinyes decoratives de tres metres d'altura.
Les següents tres plantes, fins a la 27, formen la tercera reculada. Les bandes horitzontals i els motius de maó gris i negre amb forma de ziga-zaga contrasten amb la verticalitat de la reculada anterior. La quarta reculada, que arriba a la planta 31, marca l'aparició del fust de la torre des de la base. A la planta 31 les cantonades de l'edifici s'estenen cap a fora amb enormes guarniments de capó de Chrysler de Nirosta que atrauen l'ull a la base de la torre i la fan semblar més gran. Aquesta extensió era necessària per evitar una il·lusió òptica comuna en edificis alts amb bandes horitzontals, que fa que la part superior sembli més gran que la base. També en aquesta planta hi ha un fris gris i blanc de tapaboques i parafangs d'acer pulit. Aquests guarniments són símbols manifestos de la Chrysler Corporation i un dels efectes característics creats pels arquitectes art déco. Els guarniments de capó prenen la forma del casc alat de Mercuri, que constituïa el guarniment de capó dels vehicles Chrysler de l'època i posteriorment es convertiria en el logo de l'empresa. Aquest guarniment va ser dissenyat el 1924 per Oliver Clark i les seves ales platejades simbolitzen el veloç déu del comerç de la mitologia romana.
El tractament del fust de la torre és dual i pretén emfatitzar tant la verticalitat com l'horitzontalitat. En cada un dels quatre costats de la torre, les finestres estan agrupades en tres bandes verticals. Cada grup està emmarcat per maons i un pilar de marbre que s'estén de manera contínua al llarg de totes les plantes. També es dona un èmfasi vertical als carcanyols entre les finestres amb franges verticals que alternen maó gris i blanc. Com a contrast les cantonades de la torre tenen bandes horitzontals de maó negre.
La corona de l'edifici Chrysler és una extensió directa de la torre. Segons Robinson, «els seus arcs, cadascun més petit i alt que l'anterior, continuen el disseny per terrasses de l'edifici. Aquest concepte es tira endavant des de la planta 61, que té gàrgoles en forma d'àguiles que imiten els detalls de la planta 31, fins l'agulla, que estén el concepte 'més alt i més estret' a una alçada infinita. Aquest tractament emfatitza l'altura de l'edifici, donant-li un estil reminiscent de l'arquitectura fantàstica de Coney Island ». L'àguila és un gest de complicitat a un dels símbols americans: l'àguila calba, que figura fins i tot en l'escut nacional.
L'interior de l'edifici tenia diversos elements innovadors. Els envans entre les oficines estaven insonoritzats i dividits en seccions intercanviables, de manera que es podia canviar ràpida i còmodament la distribució de qualsevol oficina. Els conductes sota els terres portaven cables de telèfon i d'electricitat.

### Corona i agulla
L'element més recognoscible de l'edifici Chrysler és la corona. Composta de set arcs concèntrics aterrassats, el disseny de Van Alen consisteix en una volta d'aresta cruciforme que té set arcs concèntrics, col·locats un sobre l'l'altre amb reculades entre ells. El revestiment d'acer inoxidable està nervat i reblat amb forma de raigs de sol, amb moltes finestres triangulars. Tota la corona està revestida amb el metall platejat «Enduro KA-2", un acer inoxidable austenític desenvolupat a Alemanya per Krupp i comercialitzat amb el nom comercial Nirosta (acrònim de l'alemany nicht  rostender Stahl , que significa «acer inoxidable»), que té un 18 % de crom i un 8 % de níquel, raó per la qual també es coneix com a «acer inoxidable 18-8». A causa de la forma corba de la cúpula, les mesures de les xapes de Nirosta s'havien de verificar a l'obra. Per tant, la major part de la feina es va realitzar en tallers situats a les plantes 67 i 75 de l'edifici.  També es va usar Nirosta en els ornaments exteriors (les pinyes de la planta 24, els guarniments de capó de la planta 31 i les àguiles de la 61), en els marcs de les finestres i en l'agulla.
L'acer inoxidable Nirosta era una part integral del disseny de Van Alen, com ell mateix assenyala en el capítol «Architectural Uses» del llibre The Book of Stainless Steels (1933, 1935): «L'ús de metall brillant va ser de gran ajuda per a executar les línies verticals i les formes circulars minvants de la part superior, per accentuar el moviment ascendent gradual fins que l'edifici es dissol literalment al cel ».  Els productors d'acer inoxidable tenien interès a l'edifici Chrysler com a experiment de la durabilitat de l'acer inoxidable a l'arquitectura. El 1929 es va organitzar el Committee A-l0 on Stainless Steel de l'American Society for Testing Materials. Els membres d'aquest comitè veien l'edifici Chrysler com una excel·lent oportunitat per estudiar l'efecte de l'ambient en aquest nou tipus de material, per la qual cosa es va fundar un altre comitè més reduit, compost principalment per productors d'acer inoxidable, per inspeccionar els panells del Chrysler cada cinc anys i determinar-ne l'estat. Això es va realitzar durant trenta anys, fins a 1960, any en què es van suspendre les inspeccions a causa que els panells pràcticament no s'havien deteriorat.
Quan es va inaugurar l'edifici, hi havia un mirador públic a la planta 71 anomenat Celestial, que va tancar al públic el 1945. S'hi podia accedir per un preu de cinquanta centaus, i els visitants podien envoltar tota la circumferència recorrent un passadís amb sostres de volta, que van ser pintats amb motius celestes i dels que penjaven petits Saturns de vidre. Aquesta planta tenia una superfície de 362 metres quadrats i segons un fulletó oferia vistes de fins a 100 milles (161 km) de distància en un dia clar. Al centre de la galeria s'exposava la caixa d'eines amb la qual va començar Walter P. Chrysler la seva carrera com a mecànic, envoltada de vidre, a manera d'emblema de la seva empresa i el seu èxit personal, que actualment es conserva al Chrysler Technology Center a Auburn Hills, Michigan. No obstant això, les petites finestres triangulars resultat del disseny de la corona creaven angles estranys que dificultaven veure la ciutat.  L'obertura un any més tard de l'Empire State Building, que comptava amb un mirador a l'aire lliure que es va fer més popular, va fer que l'observatori de l'edifici Chrysler perdés clientela, i va seguir obert durant només catorze anys més (va tancar el 1945). L'antic mirador conté ara l'oficina dels arquitectes Morse i Harvey de Cowperwood Interests, ocupada des de 1986.
El club privat Cloud Club ocupava tres plantes de l'edifici (de la 66 a la 68), però va tancar a finals dels anys setanta. Les plantes superiors de l'edifici —a partir de la 72— no són habitables i es van construir principalment d'acord al disseny exterior, i funcionen com replans de l'escala que porta a l'agulla. Són molt estretes, tenen sostres baixos i inclinats i s'usen únicament per situar transmisors de ràdio i altres equipaments mecànics i elèctrics. Per exemple, el pis 73 alberga els motors dels ascensors i un dipòsit d'aigua d'uns 57.000 litres, dels quals es reserven 13.000 en cas d'incendi.

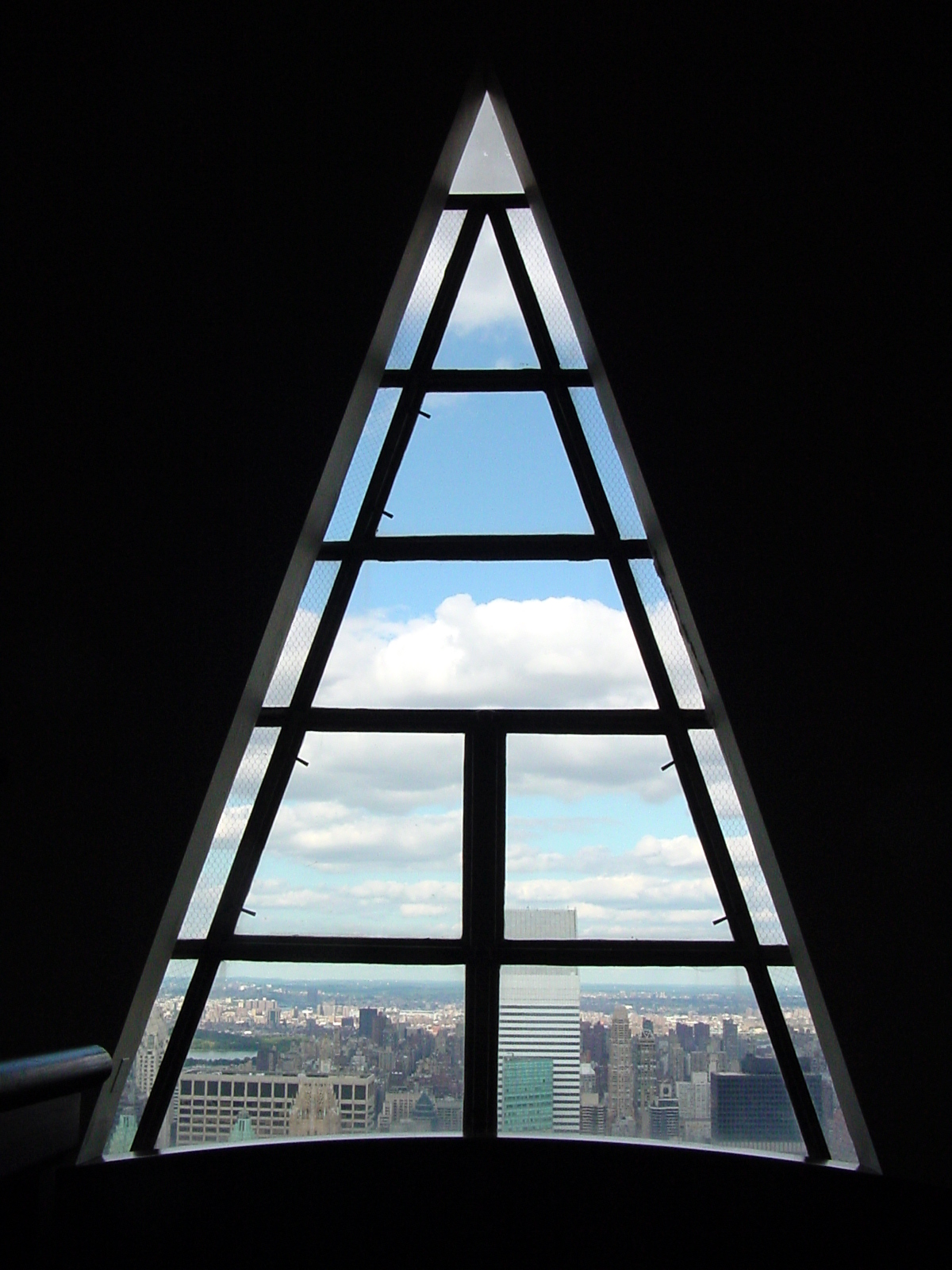
Vista des d'una de les finestres triangulars que donen al nord

Originalment, Chrysler tenia un apartament de dues plantes amb llar de foc i una oficina particular a la part superior de l'edifici, que, a més contenia un gimnàs i els banys més alts del món.  Les plantes 69 i 70 alberguen una clínica dental.
La cadena de televisió WCBS-TV (Canal 2) emetia el seu senyal des del cim de l'edifici Chrysler en els anys quaranta i cinquanta, fins que es va traslladar a l'Empire State Building.  Durant molts anys, també van usar l'edifici per emetre el seu senyal WPAT-FM i WTFM (actual WKTU), però també es van traslladar a l'Empire State en els anys setanta. Actualment no hi ha transmissors comercials a l'edifici Chrysler.
Hi ha dos tipus d'il·luminació a la corona i agulla de l'edifici. La primera correspon a les llums en forma de «V» en l'acer de l'edifici, al voltant del perímetre de les finestres. Després de les reformes efectuades el 1978, el nou propietari va afegir grups de focus en pals apuntats cap a l'edifici. Això permet que el cim s'il·lumini de diferents colors per a ocasions especials.  Fins 1998 els llums s'apagaven a les 2 de la matinada, però el columnista Ron Rosembaum va aconseguir que Tishman Speyer, propietari de l'immoble, accedís a encendre-les tota la nit, fins a les sis del matí. Des del 2015, l'edifici Chrysler forma part del programa Audubon Society Lights Out, pel qual es compromet a apagar les seves llums durant les èpoques de migració de les aus.

### Vestíbul
El vestíbul d'entrada a l'edifici, que adopta una «forma triangular poc habitual», és un bell exemple de l'estil art déco, amb clares influències de l'expressionisme alemany. Chrysler no va reparar en despeses per tal d'impressionar a altres arquitectes i magnats de l'automòbil, revestint les parets amb enormes lloses de marbre africà vermell, i els sòls amb travertí de Siena portat d'Alemanya en una disposició que marca el camí cap als ascensors.
El vestíbul, que «sembla surar en un halo misteriós», presenta una il·luminació escassa i una mica tènue, malgrat que els aplics de la llums són cridaners i icònics. Tots dos factors creen un ambient íntim i ressalten el lloc. Cada barra vertical de llum fluorescent està recoberta amb marbre blau belga i ònix ambre mexicà, que apaga i difumina la llum aconseguint una lluentor suau que il·lumina i es fon amb les parets de marbre de color vermell donant llustre a tota la sala. 
Creuant el vestíbul s'accedeix a un dels quatre grups d'ascensors, dels quals no hi ha dos d'iguals. Les portes dels ascensors mostren un ús modernista a les incrustacions de fusta en xapes d'acer amb forma de palmell. Els interiors compten amb una àmplia varietat de fustes: freixe japonès, noguera americana, noguera oriental, fusta noble gris anglesa, banús i auró. Tant les portes dels ascensors com l'interior de les seves cabines són considerats «un extraordinari treball de marqueteria».
Avui dia, el vestíbul és l'única part visitable de l'edifici, a la qual es pot accedir en horari comercial.  Quan l'edifici va obrir les portes, el vestíbul albergava una exposició de vehicles de Chrysler, que continuava a la primera planta. Aquesta exposició es va suprimir abans de la Segona Guerra Mundial.
Tot el sostre de vestíbul està decorat per un mural de 30 × 21 metres amb forma de «I» de colors ocres i daurats, obra d'Edward Trumbull. Al seu diaera un dels murals més grossos de el món.  Es titula «Transport i afany humà» (Transport and Human Endeavor), i el tema que representa és la «energia i l'ús que l'home en fa per resoldre els seus problemes», homenatjant l'edat daurada de l'aviació i l'era de la màquina. La imatge central del mural és un «gegant musculós l'intel·lecte del dirigeix la seva energia il·limitada a la consecució dels triomfs de l'era mecànica», segons diu un pamflet de l'edifici de 1930. L'estil art déco es manifesta en els característics triangles, angles aguts, línies lleugerament corbades, ornamentacions cromades i nombrosos patrons. Apareixen diversos avions platejats -un d'ells és el Spirit of St. Louis -, forns d'acer incandescent i l'edifici mateix. Un panell del mural està dedicat enterament a la feina dels rebladores, aparelladors, picapedrers, fusters, guixaires i paletes. Apareixen un total de cinquanta figures diferents que van ser modelades inspirant-se en els treballadors que van participar en la construcció. El 1999, dins del projecte del Chrysler Center, el mural va ser retornat al seu estat original després d'una restauració que, després de més de deu mil hores emprades, va retirar el recobriment de poliuretà afegit a la dècada de 1970 i el farciment dels forats que havien deixat els antics aplics.

### Ascensors
A l'edifici hi ha un total de 32 ascensors, dividits en grups de sis o vuit, cadascun dels quals serveix plantes diferents. Segons Curcio «l'interior d'aquests ascensors era potser l'element més bell i, juntament amb la corona, el més important de tot l'edifici».
Van Alen va trigar un any a dissenyar minuciosament aquests ascensors, ajudat per L.T.M. Ralston, que estava encarregat d'elaborar les parts mecàniques de l'edifici. Van ser fabricats per l'empresa Otis Elevator Company, i les portes van ser realitzades per la Tyler Company. Cada ascensor té unes dimensions interiors de 1,68 x 2,44 m. Les portes són de metall recobert amb fustes exòtiques de diferents tipus i tonalitats. Quan estan tancades, les portes dels ascensors semblen alts ventiladors ressaltats per fulles de palma metàl·liques que s'eleven a través d'una sèrie de paràboles de plata, les vores estan ressaltades per lliris corbs, i mostren la influència de l'antic Egipte en l'art déco. Quan les portes estan obertes, cada ascensor sembla una exquisida habitació d'estil art déco. 
Hi havia quatre patrons bàsics per a la decoració interior dels ascensors, però tots eren diferents a causa de la gran varietat de les incrustacions, fetes de diverses fustes rares, com freixe japonès, fusta gris anglesa, noguera oriental, noguera americana, fusta tintada, fusta setinada, fusta cubana, auró, caoba filipina, teca i roure australià.  Hi havia patrons amb arcs, amb triangles, amb piràmides, de l'estil de Mondrian i fins i tot alguns llisos on la forma venia determinada únicament pel color de la fusta i la direcció de les vetes. Levine afirma que «si alguna cosa de l'edifici es basa en teles estampades, sens dubte són els ascensors. Es pot dir que tres dels dissenys tenen motius geomètrics, mexicans i lleugerament art nouveau, que reflecteixen les diferents influències en el disseny de tot l'edifici». El sostre de cada ascensor estava cobert amb una planxa de metall diferent, situada sobre un patró de fusta polida també diferent. Curcio afirma que aquests ascensors «estan entre els petits espais tancats més bonics de Nova York, i val a dir que ningú que els ha vist o ha estat en ells els ha oblidat».
En certa manera, tota la disposició dels ascensors es va dissenyar per semblar cortines que s'obren en un fabulós escenari d'un espectacle de Ziegfeld. En efecte, els vestíbuls dels ascensors tenen raigs amb la forma de cortines aixecades en l'estil antic, amb la part central aixecada i caient cap a ambdós costats. A més, la decoració de l'interior dels ascensors també era una referència als vehicles, ja que els cotxes de l'època solien tenir el quadre de comandament i les motllures de fusta.

## Llegat
L'edifici Chrysler apareix en diverses pel·lícules ambientades a Nova York i és considerat amb freqüència un dels millors edificis de la ciutat.  El 1997, una enquesta d'arquitectes de Nova York va mostrar que el Chrysler era de lluny el seu edifici favorit. El 2001, una enquesta entre crítics el va classificar com el tercer millor edifici de país. A l'estiu de 2005, el Skyscraper Museum de Nova York va demanar a cent arquitectes, crítics, enginyers i historiadors, entre d'altres, que escollissin als seus 10 edificis favorits entre vint gratacels de Nova York. L'edifici Chrysler va quedar en primer lloc i el 90 % dels enquestats el van situar entre els seus deu favorits.  El 2007 va quedar en novena posició en la llista de l'Arquitectura preferida d'Amèrica realitzada per l'Institut Americà d'Arquitectes, dins d'una selecció de cent cinquanta edificis i estructures.
En la designació com monument de Nova York, la Comissió de Conservació dels Monuments afirma que «l'edifici Chrysler és un exemple excepcional de l'arquitectura art déco ; va ser dissenyat per l'arquitecte Van Alen per simbolitzar la Chrysler Corporation; quan es va completar el 1930 era l'edifici més alt del món; la instal·lació de l'agulla de 56 m que li va atorgar aquesta distinció va ser un atrevit assoliment tècnic; l'arquitecte va usar noves tecnologies i materials, especialment el Nirosta per als ornaments exteriors, els marcs de les finestres, la corona i l'agulla; pretenia ser l'epítom de la vida empresarial moderna i estava dedicat per Walter Chrysler al comerç i la indústria mundial; és sinònim de progrés en l'arquitectura i els mètodes de construcció moderns; encarna amb la corona l'essència romàntica del gratacels novaiorquès; i continua dominant l'skyline de Nova York ».
La característica silueta de l'edifici Chrysler ha inspirat molts edificis semblants de tot el món, com el One Liberty Place de Filadèlfia, la New York New York Tower de Chongqing o les Business Central Towers de Dubai.